# Square du Bois

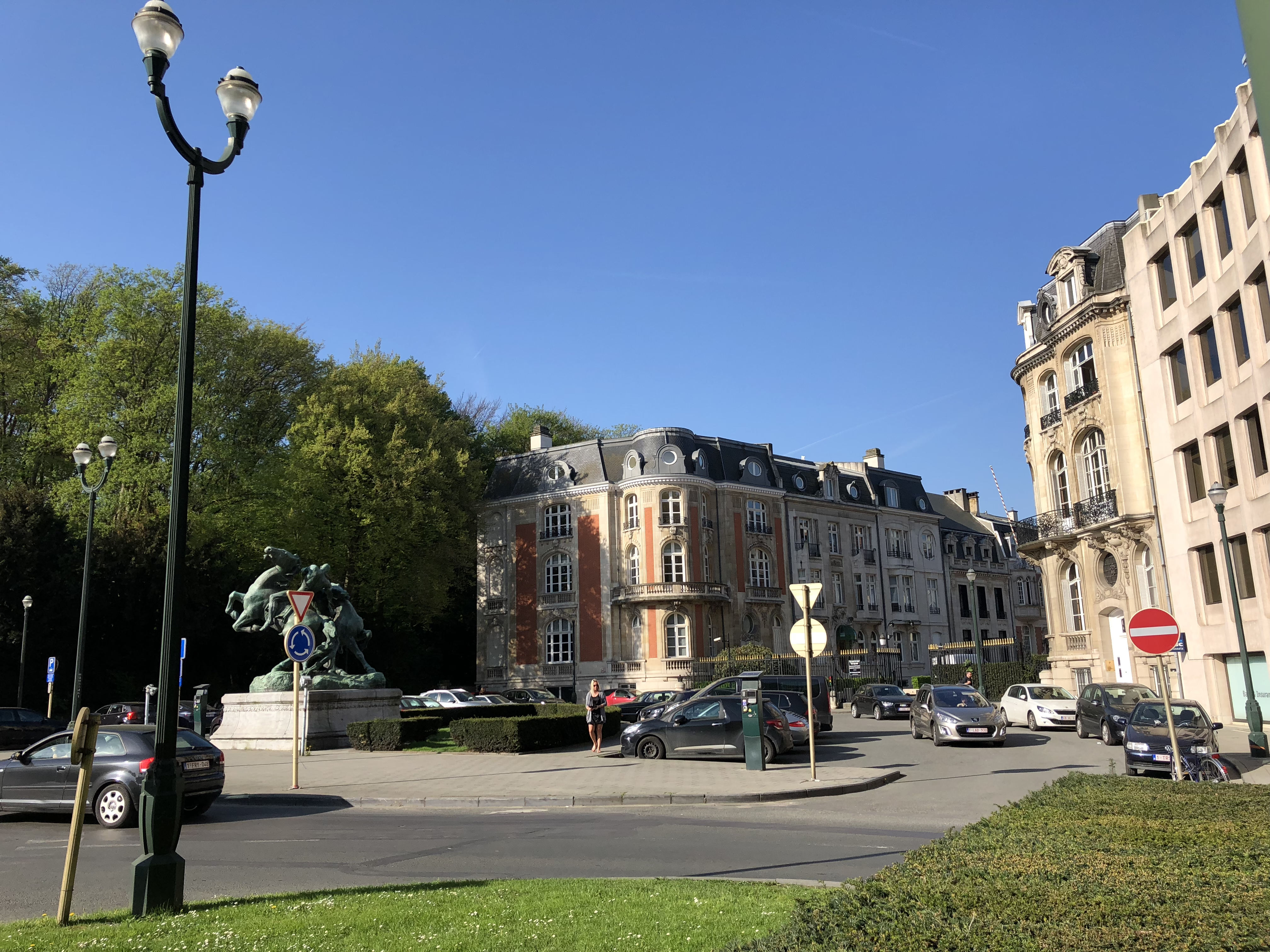
Ingresso della piazza

Square du Bois (in olandese: Bossquare), conosciuta anche come la square des milliardaires, è una strada privata di Bruxelles appartenente ai proprietari che vi abitano e che sostengono i costi di manutenzione, sviluppo e riparazione.

## Storia
La strada fu progettata nel 1913 sul luogo dove sorgeva la villa di Joseph Tasson (eretta intorno al 1880 secondo i piani di Jean Baes e demolita nel 1910). Le prime case furono opera di Léon Govaerts e furono completate nel 1915, dopodiché la costruzione continuò fino agli anni '30.
Un regolamento di comproprietà del 1920 introdusse il divieto di attività commerciali nella strada e la divisione delle case negli appartamenti. A causa delle eccezioni concesse nel corso degli anni, le 27 case nel 2008 contavano 61 case.
Intorno al 1993, sono state collocate recinzioni con le quali l'accesso a Square de Bois può essere chiuso. Le porte delle recinzioni sono state chiuse da circa il 2000 per tenere a bada i curiosi, in modo che si possa parlare di una comunità chiusa.